# Saint-Sernin-lès-Lavaur
Saint-Sernin-lès-Lavaur település Franciaországban, Tarn megyében. Lakosainak száma 166 fő (2022. január 1.). Saint-Sernin-lès-Lavaur Péchaudier és Puylaurens községekkel határos.

## Népesség
A település népessége az elmúlt években az alábbi módon változott:
| Lakosok száma | 149  | 164  | 168  | 166  | 167  | 167  | 168  | 167  | 166  |
|               | 2013 | 2015 | 2016 | 2017 | 2018 | 2019 | 2020 | 2021 | 2022 |